# 国立国会図書館憲政資料室
国立国会図書館 憲政資料室（こくりつこっかいとしょかん けんせいしりょうしつ）は、国立国会図書館東京本館内にある日本近現代史に関連する資料のための部門。
個人の日記や書簡などの私文書等を多く所蔵（書籍、公文書も一部含まれる）。
閲覧目的は調査研究に限られる。閲覧には入館手続きに加えて、入室前に氏名、連絡先、調査目的・研究テーマ等の記入が必要となる。

## 所蔵資料
憲政資料室に所蔵される資料は大別して三つある。
- 憲政資料（日本近現代政治史料）
幕末から現代にいたる政治家、軍人、官僚などが所蔵していた日記、書簡、草稿など。旧所蔵者の名前を冠して「井上馨関係文書[1]」「桂太郎関係文書[2]」「日本近代史料研究会旧蔵資料[3]」等の名で分類される。（現在、公開している憲政資料の一覧は旧蔵者50音順索引を参照。）

- 日本占領関係資料
敗戦後の「連合国軍占領下の日本」に関する資料。連合国軍最高司令官総司令部（GHQ／SCAP）文書や沖縄占領関係の文書、プランゲ文庫など。マイクロフィルム・デジタル画像による。

- 日系移民関係資料
中南米諸国やハワイ等、日本から多数の移民が渡った地域で収集した資料。移民資料収集計画に基づいて収集されたもの。図書、雑誌、新聞、日記・書簡などの文書、聞き取りカセットテープ、マイクロフィルム、個人コレクションなど。

## 関連文献
- 『みすず』276、1983年8-9月、特集「憲政資料室の35年」。